# 申旻埈
申 旻埈（シン・ミンジュン、朝鮮語: 신민준、1999年1月11日 - ）は、韓国の囲碁棋士。ソウル市出身、韓国棋院所属、九段。名人戦優勝、LG杯世界棋王戦優勝など。

## 経歴
陽川囲碁道場に学ぶ。2009、10年世界青少年囲碁選手権大会少年組で2年連続準優勝。2011年大韓生命杯世界子供国手戦最強部優勝。2012年入段。同年圓益杯十段戦本戦出場。2013年陜川郡招待河燦錫国手杯英才囲碁大会で準優勝し以後3年連続準優勝、新人王戦ベスト4、Mlily夢百合杯世界囲碁オープン戦出場。2014年英才囲碁大会準優勝、新人王戦ベスト4、物価情報杯プロ棋戦ベスト16、二段。2015年バッカス杯天元戦決勝進出、羅玄に0-2で敗れ準優勝、三段、LG挑戦者杯戦ベスト4、Mlily夢百合杯ベスト32。2016年新人王戦優勝し五段昇段、利民杯世界囲碁星鋭最強戦ベスト8、その後六段。
2017年GSカルテックス杯ベスト4、農心辛ラーメン杯で6人抜きし、韓国棋士最多連勝記録となる。2018年に新人王戦優勝（2連覇）により七段昇段。同年JTBCチャレンジマッチ準優勝により八段昇段、続いて九段昇段。同年グロービス杯準優勝、三星火災杯ベスト8進出。2019年KBS杯優勝、グロービス杯優勝、LG杯ベスト4。2021年LG杯決勝で柯潔を2-1で破って優勝。
韓国囲碁リーグは2013年から出場、2019年には韓国物価情報チーム主将として優勝しMVP受賞。中国乙級リーグに2014年出場、2017年から甲級リーグ出場。韓国囲碁棋士ランキングでは2016年17位、2017年10位、2019年3位。

### タイトル歴
国際棋戦
- LG杯世界棋王戦 2021年(25回)
- 国手山脈杯国際囲棋戦世界プロ最強戦 2023年
- グロービス杯世界囲碁U-20 2019年

国内棋戦
- メジオン杯オープン新人王戦 2016、2018年
- KBS杯バドゥク王戦 2019年
- 名人戦 2022年
- クラウン・ヘテ杯 2023年

### 他の棋歴
国際棋戦
- LG杯世界棋王戦 2019年ベスト4、2021年(26回)ベスト8
  - LG挑戦者杯紀念招待戦 2015年 ベスト4（○謝爾豪、○呉侑珍、×楊鼎新）
- 三星火災杯世界囲碁マスターズ 2018年ベスト8、2019年ベスト8
- 春蘭杯世界囲碁選手権戦 2022年ベスト8
- グロービス杯世界囲碁U-20 2018年準優勝
- バッカス杯韓・中未来天元戦 2015年 1-1（○柯潔、×羋昱廷）
- 農心辛ラーメン杯世界囲碁最強戦
  - 2017年（19回）（○范廷鈺、○余正麒、○周睿羊、○許家元、○陳耀燁、○山下敬吾、×党毅飛)
  - 2018年（20回） 0-1（×范廷鈺）
  - 2020年 1-1（○辜梓豪、×芝野虎丸）
  - 2021年 0-1（×井山裕太）
  - 2022年 0-1（×范廷鈺）
- おかげ杯国際新鋭対抗戦 2019年優勝
- アジア競技大会 2023年男子団体戦優勝

国内棋戦、他
- バッカス杯天元戦 2015年準優勝
- JTBCチャレンジマッチ 2018年（第5回）準優勝
- KBS杯バドゥク王戦 2019年準優勝
- 安東市真貯蓄銀行世界囲碁フェスティバルプロアマオープン戦 2019年準優勝
- マキシムコーヒー杯入神連勝最強戦 2020年準優勝
- ソパルコサノル最高棋士決定戦 2022年準優勝、2020年3位
- YK建機杯 2023年準優勝
- 牛膝鳳爪韓国棋院選手権戦 2021年7位
- 陜川郡招待河燦錫国手杯英才囲碁大会 準優勝 2013、14、15年
- 陜川郡招待河燦錫国手杯英才囲碁大会英才頂上対決
  - 2013年 1-0 崔哲瀚
  - 2014年 1-0 李昌鎬
- 韓国囲碁リーグ
  - 2013年（ネットマーブル）6-7、楽スターリーグ 5-9
  - 2014年（新安天日塩）6-7
  - 2015年（新安天日塩）10-4
  - 2016年（新安天日塩）9-6
  - 2017年（Tブロード）5-11
  - 2018年（韓国物価情報）7-7（ポストシーズン2-2）
  - 2019-20年（韓国物価情報）12-4（ポストシーズン3-0、MVP）
  - 2020-21年（韓国物価情報）9-5（ポストシーズン1-4）
  - 2021-22年（Kixx）8-8
  - 2022-23年（蔚山高麗亜鉛）16-4
- 中国囲棋リーグ戦
  - 2014年乙級（乗鷹上外）1-6
  - 2016年乙級（中国平煤神馬）5-3
  - 2017年甲級（中信北京）7-6（優勝）
  - 2018年甲級（浙江崑崙）5-8
  - 2019年甲級（深圳正方園）6-7
  - 2020年甲級（深圳宏発）3-7
  - 2021年甲級（深圳龍華）8-7
  - 2022年甲級（日照山海大象）6-6
  - 2023年甲級（日照山海大象）

## 注
1. ↑  日本棋院2017年11月25日